# Gooderham Building
Le Gooderham Building, également connu sous le nom de Flatiron Building, est un immeuble de bureaux historique situé au 49 Wellington Street East à Toronto, Ontario, Canada. Il est situé à l'extrémité est du quartier financier de la ville (à l'est de la rue Yonge) dans le quartier St. Lawrence, coincé entre la rue Front et la rue Wellington au centre-ville de Toronto, où elles se rejoignent pour former une intersection triangulaire. Achevé en 1892, l'édifice en briques rouges était l'un des premiers exemples d'un immeuble de type flatiron (c'est-à-dire en forme de fer à repasser) de premier plan.
Le bâtiment Gooderham est le point central de l'un des panoramas les plus emblématiques de Toronto : une vue vers l'ouest depuis Front Street en direction de l'angle arrondi proéminent du bâtiment, encadrée sur les côtés par les blocs commerciaux patrimoniaux le long de Front Street, et avec les gratte-ciel du Financial District qui se dressent à l'arrière-plan. La Tour CN est également visible sous certains angles derrière la place Brookfield. Cette vue apparaît fréquemment dans les images emblématiques de la ville.

## Histoire

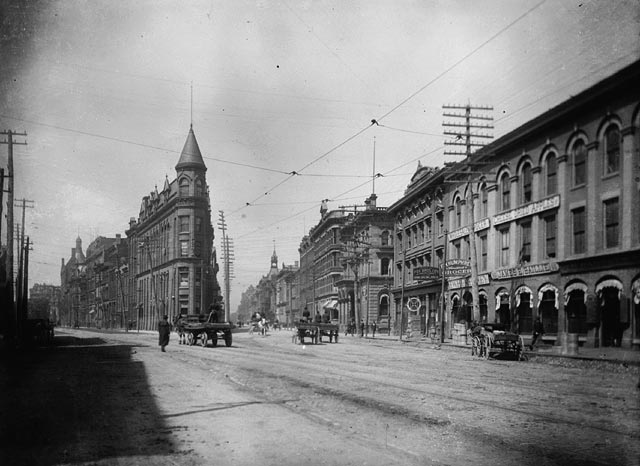
Le bâtiment Gooderham, vers 1895.

Le bâtiment précédent sur le site était plus court, mais de la même forme, et il s'appelait le Coffin Block. Le bâtiment actuel a été conçu par l'architecte David Roberts Jr. et sa construction a coûté à l'origine 18 000 $ pour que s'y installe le distillateur George Gooderham Sr. (1830–1905),, un fils du fondateur de la distillerie Gooderham and Worts, William Gooderham Jr. Le bâtiment a servi de bureau à la distillerie jusqu'en 1952 et a été vendu par la famille Gooderham en 1957.
Acheté en 1975 et sauvé (et partiellement restauré) par David Walsh et Robert Phillips, une nouvelle restauration a eu lieu en 1998 par les propriétaires Michael et Anne Tippin. Le bâtiment a été désigné site historique en vertu de la Loi sur le patrimoine de l'Ontario en 1975, puis la Fiducie du patrimoine ontarien a obtenu une servitude patrimoniale en 1977,. Il fut ensuite détenu et géré par la Woodcliffe Corporation.
Le 12 octobre 2011, la Woodcliffe Corporation a annoncé qu'elle vendrait le bâtiment. Auparavant, le bâtiment avait été vendu pour 10,1 millions de dollars en 2005 et pour 2,2 millions de dollars en 1999.

## Architecture et art
Le bâtiment Gooderham est célèbre à la fois pour sa forme en coin étroit et pour la peinture murale sur son mur arrière. The Flatiron Mural de l'artiste canadien Derek Michael Besant utilise un effet un effet de trompe-l'œil non seulement pour donner l'impression que le mur a plus de fenêtres qu'il n'en a, mais aussi pour lui donner un effet plus mobile en faisant « flotter » ses bords là où ils ne sont pas « cloués ». La photographie représente le bâtiment Perkins, situé juste en face de la rue.
Le bâtiment présente une corniche et une frise romanes au-dessus des fenêtres cintrées du quatrième étage. L'entrée principale située sur la rue Wellington utilise une arche gothique française. La fondation est en grès. La toiture en cuivre à forte pente est percée de huit lucarnes à pignon : quatre sur la façade sud et quatre sur la façade nord.

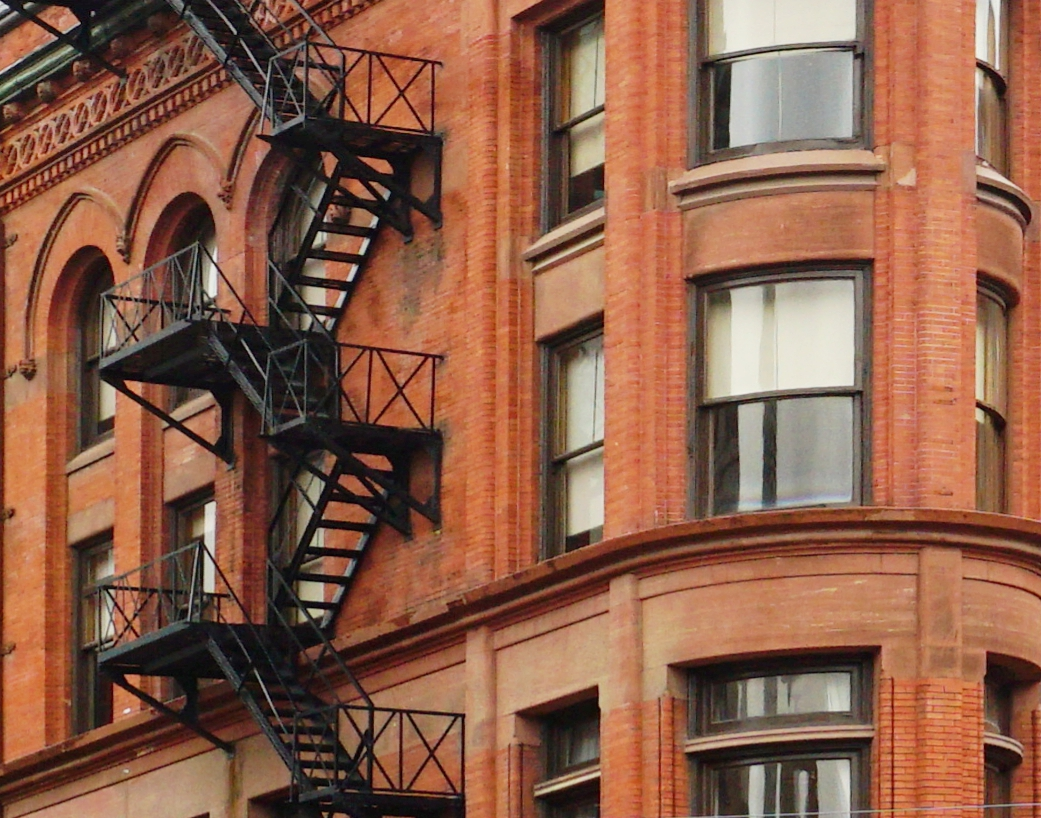
Fenêtres à guillotine du bâtiment.

Avec son motif linéaire de fenestrage répartie de manière égale sur tous les étages, il transmet une sensation de légèreté pour un immeuble de bureaux d'entreprise. Le bâtiment Gooderham est situé sur une haute fondation qui atteint un demi-étage au-dessus du sol. De nos jours, il est toujours utilisé comme immeuble de bureaux. Le premier étage utilise des fenêtres coulissantes rectangulaires sur le côté sud, mais il a des fenêtres fixes sur le côté nord. A l'inverse, au deuxième étage, on utilise des fenêtres fixes côté sud et des coulissantes rectangulaires côté nord. Aux troisième, quatrième et cinquième étages, le bâtiment Gooderham possède des fenêtres à guillotine simple et à guillotine en arc,.
Le bâtiment Gooderham dispose de trois entrées. Deux des entrées mènent au pub situé au sous-sol et connu sous le nom de The Flatiron and Firkin. Les portes d'entrée sont jumelées et possèdent des cadres en bois pour les fenêtres. Le pub au sous-sol dispose d'une grande terrasse autour du côté sud du bâtiment. Les entrées du pub sont situées au sous-sol et au premier étage côté Front Street. Il n'y a pas d'accès public au pub depuis le bâtiment. L'entrée du Flatiron Building est située sur le côté nord et est composée de lucarnes à pinacle fantaisistes et de cadres en arc de style gothique français.

## Parc Berczy

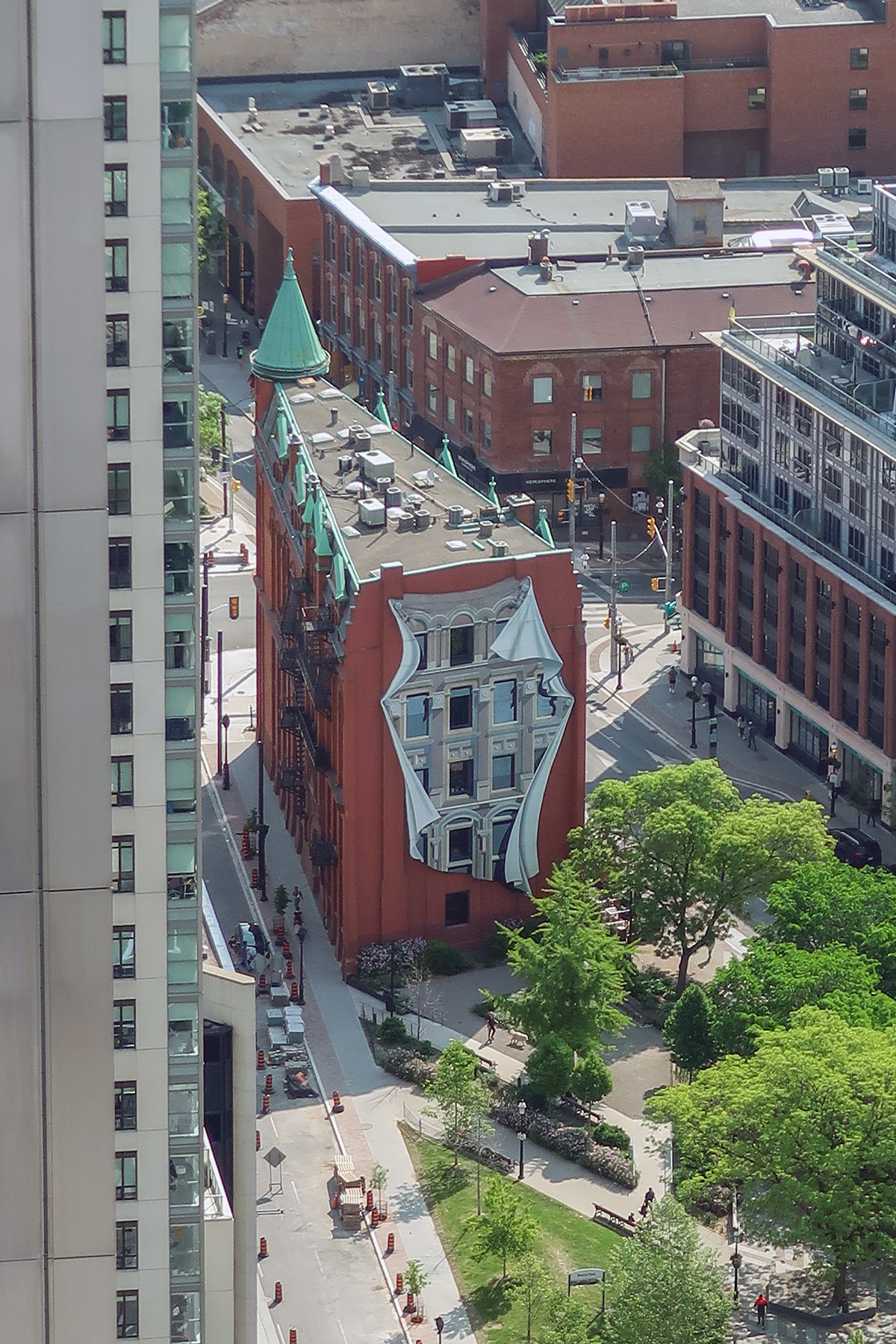
Berczy Park est un petit parc situé derrière le bâtiment Gooderham.

Berczy Park est un petit parc situé derrière l'édifice Gooderham, à l'angle de Front Street et Wellington Street à Toronto. Le site abritait plusieurs bâtiments, le plus remarquable étant l'hôtel Clarendon vers le milieu du XIXe siècle. À la fin du XIXe siècle et au début du XXe siècle, des bâtiments commerciaux allant des bureaux, des grossistes, des bijoutiers et des lithographes occupaient la zone.
Une fois ces bâtiments démolis, le site est devenu un terrain vague, puis un parking au milieu des années 1960 et un terrain gazonné informel en 1975, mais n'est pas devenu un parc urbain avec quelques bancs et des sections murées en 1980. Le parc urbain actuel bordé d'arbres a été ajouté et des rénovations, achevées en 2017, ont ajouté une grande fontaine à trois niveaux conçue par l'architecte paysagiste montréalais Claude Cormier. La fontaine comporte 27 chiens en fonte crachant de l'eau, un chat en fonte regardant deux sculptures d'oiseaux sur un fil à proximité et un os couronnant la fontaine. La fontaine, qui dispose d'un abreuvoir pour les chiens, est devenue une destination populaire, en particulier pour les amoureux des chiens.